# Arthur Seyss-Inquart
Arthur Seyss-Inquart (alemão: [Seyß-Inquart] (escutarⓘ); 22 de julho de 1892 – 16 de outubro de 1946) foi um político nazista austríaco que serviu como chanceler da Áustria em 1938 por dois dias antes do Anschluss. Seus cargos na Alemanha Nazista incluíam "vice-governador de Hans Frank no Governo Geral da Polônia ocupada e comissário do Reich da Holanda ocupada pelos alemães", incluindo responsabilidade compartilhada "pela deportação de judeus holandeses e fuzilamento de reféns".
Durante a Primeira Guerra Mundial, Seyss-Inquart lutou pelo Exército Austro-Húngaro com distinção. Após a guerra, ele se tornou um advogado de sucesso e ingressou nos governos dos chanceleres Engelbert Dollfuss e Kurt Schuschnigg. Em 1938, Schuschnigg renunciou diante de uma invasão alemã, e Seyss-Inquart foi nomeado seu sucessor. Os nazistas recém-instalados passaram a transferir o poder para a Alemanha, e a Áustria posteriormente se tornou a província alemã de Ostmark, com Seyss-Inquart como seu governador (Reichsstatthalter).
Durante a Segunda Guerra Mundial, Seyss-Inquart serviu brevemente como vice-governador geral na Polônia ocupada e, após a queda dos Países Baixos em 1940, foi nomeado Reichskommissar dos Países Baixos ocupados. Ele era um membro da Schutzstaffel (SS) e ocupou o posto de SS-Obergruppenführer. Ele instituiu um reinado de terror, com civis holandeses submetidos a trabalhos forçados e a grande maioria dos judeus holandeses deportados e assassinados. 
Nos Julgamentos de Nuremberga, Seyss-Inquart foi considerado culpado de crimes de guerra e crimes contra a humanidade, condenado à morte e executado por enforcamento.  

## Biografia

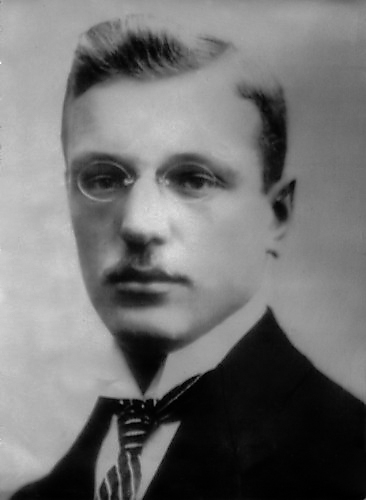
Seyss-Inquart em 1925

Seyss-Inquart nasceu em 1892 em Stannern (em tcheco/checo:  Stonařov), uma aldeia de língua alemã no bairro da cidade predominantemente de língua alemã de Iglau (em tcheco/checo:  Jihlava). Essa área constituía uma ilha linguística alemã no meio de uma região de língua tcheca; isso pode ter contribuído para a consciência nacional da família, e do jovem Arthur em particular. Iglau era uma importante cidade da Morávia, uma das províncias tchecas do Império Austro-Húngaro, na qual havia uma competição cada vez maior entre alemães e tchecos. Seus pais eram o diretor da escola Emil Zajtich (que mudou seu sobrenome para Seyss-Inquart) e Augusta Hirenbach. Seu pai era tcheco e sua mãe alemã.
A família mudou-se para Viena em 1907. Seyss-Inquart posteriormente estudou direito na Universidade de Viena. No início da Primeira Guerra Mundial, em agosto de 1914, Seyss-Inquart se alistou no exército austríaco e recebeu uma comissão do tirolês Kaiserjäger, posteriormente servindo na Rússia, Romênia e Itália. Ele foi condecorado por bravura em várias ocasiões e, enquanto se recuperava de ferimentos em 1917, completou seus exames finais para seu diploma. Seyss-Inquart tinha cinco irmãos mais velhos: Hedwig (nascido em 1881), Richard (nascido em 3 de abril de 1883, tornou-se padre católico romano, mas deixou o sacerdócio, casou-se em uma cerimônia civil e tornou-se Oberregierungsrat [conselheiro sênior do governo] e superior da prisão em 1940 no Ostmark), Irene (nascida em 1885), Henriette (nascida em 1887) e Robert (nascida em 1891).
Em 1911, Seyss-Inquart conheceu Gertrud Maschka. O casal se casou em dezembro de 1916 e teve três filhos: Ingeborg Carolina Augusta Seyss-Inquart (nascida em 18 de setembro de 1917), Richard Seyss-Inquart (nascida em 22 de agosto de 1921) e Dorothea Seyss-Inquart (nascida em 7 de maio de 1928).

## Carreira política e oAnschluss
Seyss-Inquart tornou-se advogado após a guerra e em 1921 montou seu próprio escritório. Durante os primeiros anos da Primeira República Austríaca, esteve próximo da Frente Pátria. Um advogado de sucesso, Seyss-Inquart foi convidado para se juntar ao gabinete do chanceler Engelbert Dollfuss em 1933.  Após o assassinato de Dollfuss em 1934, ele se tornou Conselheiro de Estado a partir de 1937 sob Kurt Schuschnigg. Alpinista entusiasta, Seyss-Inquart tornou-se o chefe do Clube Alpino Alemão-Austríaco. Mais tarde, ele se tornou um devoto dos conceitos de pureza racial de Heinrich Himmler e patrocinou várias expedições ao Tibete e outras partes da Ásia na esperança de provar os conceitos e teorias raciais arianas. Inicialmente, Seyss-Inquart não era membro do partido nacional-socialista austríaco, embora simpatizasse com muitos de seus pontos de vista e ações.  Em 1938, no entanto, Seyss-Inquart sabia para que lado soprava o vento político e tornou-se um respeitável líder dos nacional-socialistas austríacos.

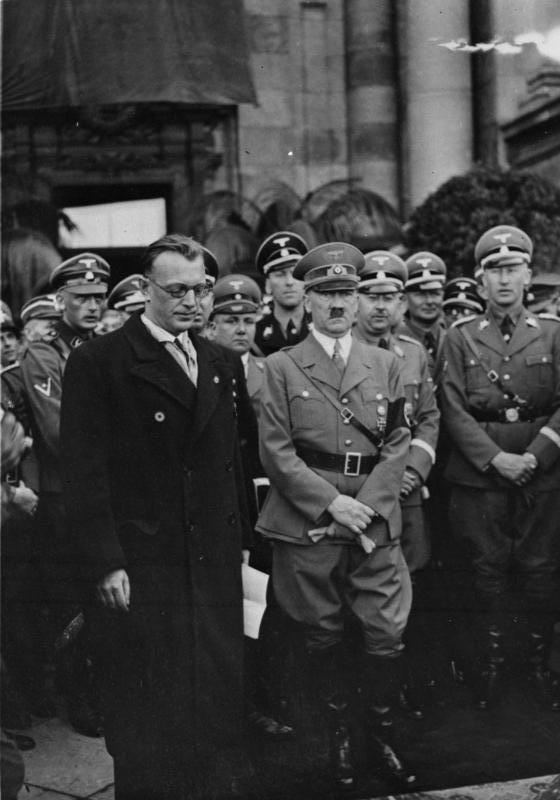
Seyss-Inquart com Hitler, Himmler, Heydrich e Kaltenbrunner em Viena, 1938

Em fevereiro de 1938, Seyss-Inquart foi nomeado Ministro do Interior austríaco por Schuschnigg, depois que Hitler ameaçou Schuschnigg com ações militares contra a Áustria em caso de descumprimento. Em 11 de março de 1938, diante de uma invasão alemã com o objetivo de impedir um plebiscito sobre a independência, Schuschnigg renunciou ao cargo de chanceler austríaco.  Sob pressão crescente de Berlim, o presidente Wilhelm Miklas relutantemente nomeou Seyss-Inquart como seu sucessor. No dia seguinte, as tropas alemãs cruzaram a fronteira da Áustria a convite telegrafado de Seyss-Inquart. Este telegrama, na verdade, foi redigido previamente e foi divulgado depois que as tropas começaram a marchar, para justificar a ação aos olhos da comunidade internacional. Antes de sua entrada triunfal em Viena, Hitler havia planejado deixar a Áustria como um estado-fantoche pró-nazista liderado por Seyss-Inquart. No entanto, a aclamação da maioria da população austríaca para o exército alemão levou Hitler a mudar de rumo e optar por um Anschluss completo, no qual a Áustria foi incorporada à Alemanha nazista como a província de Ostmark. Só então, em 13 de março de 1938, Seyss-Inquart ingressou no Partido Nazista. 

## Chefe de Ostmark e Sul da Polônia
Seyss-Inquart redigiu o ato legislativo reduzindo a Áustria a uma província da Alemanha e o sancionou em 13 de março. Com a aprovação de Hitler, ele se tornou governador (Reichsstatthalter) do recém-nomeado Ostmark, tornando-se assim o representante pessoal de Hitler na Áustria. Ernst Kaltenbrunner serviu como ministro-chefe e Josef Burckel como Comissário para a Reunião da Áustria (preocupado com a "Questão Judaica"). Seyss-Inquart também recebeu o título honorário de Gruppenführer da SS e, em maio de 1939, foi nomeado Reichsminister sem pasta no gabinete de Hitler. Assim que assumiu o cargo, ele ordenou o confisco das propriedades dos judeus e os enviou para campos de concentração. No final de seu regime, ele colaborou na deportação de judeus da Áustria.
Após a invasão da Polónia, Seyss-Inquart foi nomeado Chefe da Administração Civil do Sul da Polónia, mas não assumiu esse cargo antes da criação do Governo Geral, no qual se tornou Vice do Governador-geral Hans Frank, permanecendo neste cargo até 18 de maio de 1940.  Ele apoiou totalmente as políticas pesadas postas em prática por Frank, incluindo a perseguição aos judeus. Ele também estava ciente do assassinato de intelectuais poloneses pela Abwehr.

## Reichskommissar na Holanda

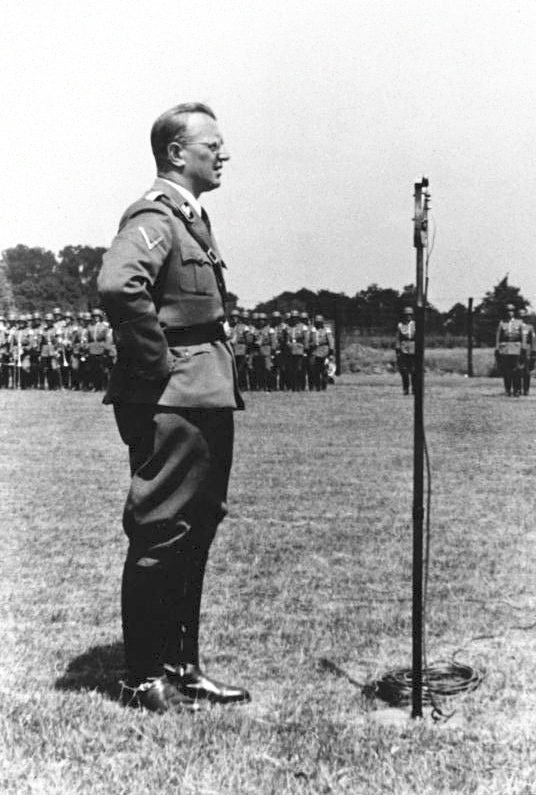
Seyss-Inquart em Haia (1940)

Após a capitulação dos Países Baixos, Seyss-Inquart foi nomeado Reichskommissar dos Países Baixos Ocupados em maio de 1940, encarregado de dirigir a administração civil, de criar uma estreita colaboração econômica com a Alemanha e de defender os interesses do Reich. Em abril de 1941, foi promovido a SS-Obergruppenführer.  Entre os holandeses, ele era zombeteiramente chamado de "Zes en een kwart" (seis e um quarto), uma brincadeira com seu nome e o fato de Seyss-Inquart mancar. Ele apoiou o NSB holandês e permitiu que eles criassem o paramilitar Nederlandse Landwacht, que atuava como força policial auxiliar. Outros partidos políticos foram banidos no final de 1941 e muitos ex-funcionários do governo foram presos em Sint-Michielsgestel. A administração do país era controlada pelo próprio Seyss-Inquart e ele respondia diretamente a Hitler.  Ele supervisionou a politização de grupos culturais do Nederlandsche Kultuurkamer "até o 'clube dos jogadores de xadrez'" e criou várias outras associações politizadas.
Ele introduziu medidas para combater a resistência e, quando houve uma greve generalizada em Amsterdã, Arnhem e Hilversum em maio de 1943, procedimentos sumários especiais de corte marcial foram instaurados e uma multa coletiva de 18 milhões de florins foi imposta. Até a libertação, Seyss-Inquart autorizou cerca de 800 execuções, embora alguns relatórios citem o total em mais de 1.500, incluindo execuções sob a chamada "Lei dos Reféns", a morte de presos políticos que estavam perto de serem libertados, o ataque a Putten e as execuções de represália de 117 holandeses pelo ataque à SS e ao líder da polícia, Hanns Albin Rauter. Embora a maioria dos poderes de Seyss-Inquart tenham sido transferidos para o comandante militar na Holanda e para a Gestapo em julho de 1944, ele permaneceu uma força a ser reconhecida. Acredita-se que ele se encontrou com Haj Amin al-Husseini, um líder exilado dos árabes palestinos, Grande Mufti de Jerusalém, em algum lugar da Alemanha em 1943. 
Havia três campos de concentração na Holanda: o menor KZ Herzogenbusch perto de Vught, Kamp Amersfoort perto de Amersfoort e o campo de trânsito de Westerbork (um "campo de assembléia judaica"); havia vários outros campos controlados por militares, policiais, SS ou pela administração de Seyss-Inquart. Estes incluíram um campo de "recrutamento de trabalho voluntário" em Ommen (campo Erika). No total, cerca de 530.000 civis holandeses foram forçados a trabalhar para os alemães, dos quais 250.000 foram enviados para fábricas na Alemanha. Houve uma tentativa malsucedida de Seyss-Inquart de enviar apenas trabalhadores de 21 a 23 anos para a Alemanha, e ele recusou as demandas em 1944 para mais 250.000 trabalhadores holandeses e naquele ano enviou apenas 12.000 pessoas.

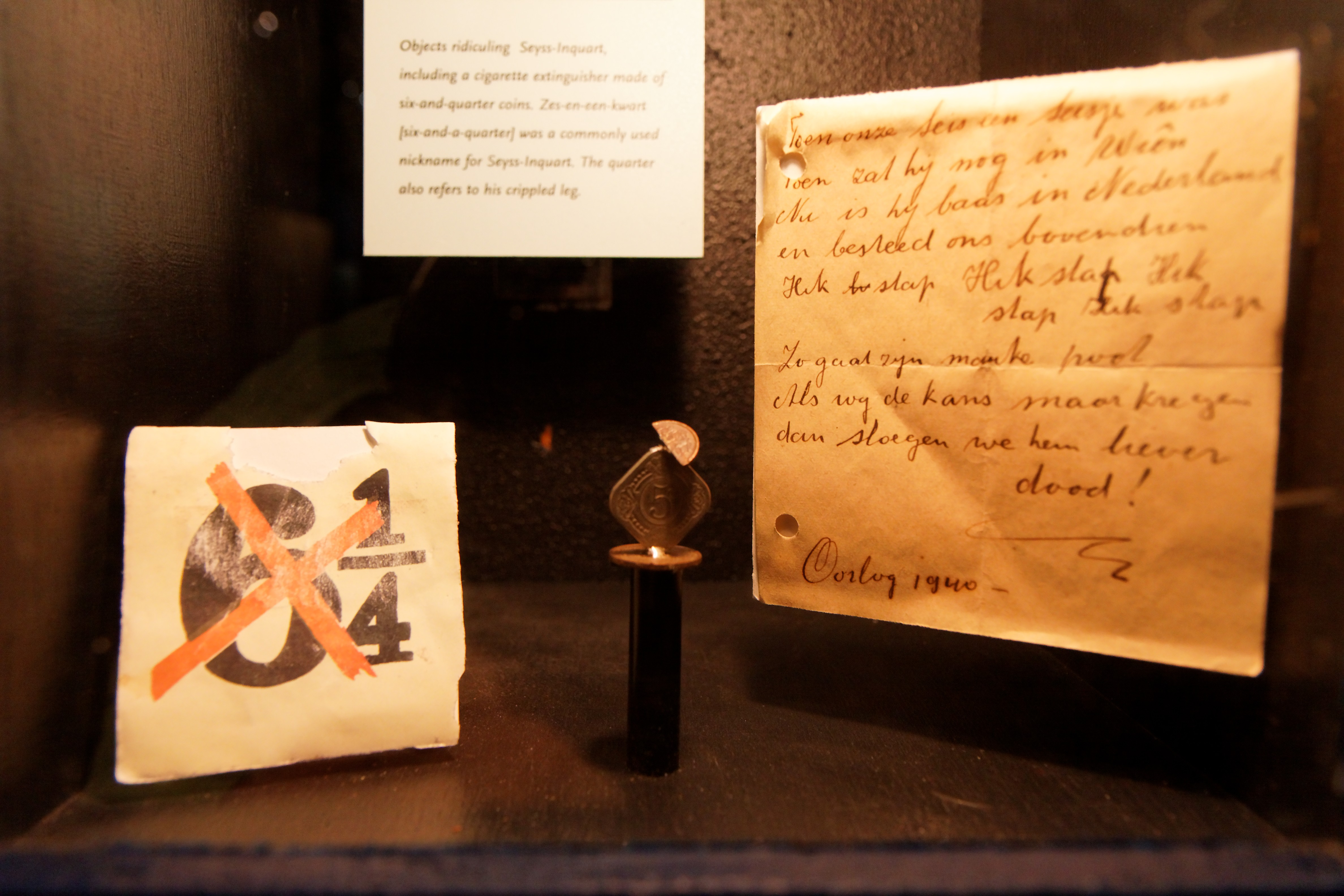
Objetos ridicularizando Seyss-Inquart, incluindo um extintor de cigarro feito de moedas somando 61/4 centavos. Zes-en-een-kwart (seis e um quarto) era um apelido comumente usado para Seyss-Inquart. O quarto também se refere à sua perna aleijada.

Seyss-Inquart era um antissemita inabalável; poucos meses após sua chegada à Holanda, ele tomou medidas para remover os judeus do governo, da imprensa e dos cargos de liderança na indústria. As medidas antijudaicas se intensificaram depois de 1941: aproximadamente 140.000 judeus foram registrados, um "gueto" foi criado em Amsterdã e um campo de trânsito foi instalado em Westerbork . Posteriormente, em fevereiro de 1941, 600 judeus foram enviados para Buchenwald, um campo de concentração localizado dentro das fronteiras da Alemanha, e para Mauthausen, localizado na Alta Áustria. Mais tarde, os judeus holandeses foram enviados para Auschwitz, o notório complexo operado pela Alemanha nazista na Polônia ocupada. Quando as forças aliadas se aproximaram em setembro de 1944, os judeus restantes em Westerbork foram removidos para Theresienstadt, o campo de concentração/gueto estabelecido pela SS na região da Tchecoslováquia ocupada pelos nazistas. Dos 140.000 registrados, apenas 30.000 judeus holandeses sobreviveram à guerra.
Quando os Aliados avançaram para a Holanda no final de 1944, o regime nazista tentou decretar uma política de terra arrasada e algumas docas e portos foram destruídos. Seyss-Inquart, no entanto, estava de acordo com o ministro dos Armamentos, Albert Speer, sobre a futilidade de tais ações e, com a conivência aberta de muitos comandantes militares, eles limitaram muito a implementação das ordens de terra arrasada. 
No final do "inverno da fome" holandês em abril de 1945, Seyss-Inquart foi persuadido com dificuldade pelos Aliados a permitir que aviões jogassem comida para os famintos civis holandeses do noroeste ocupado do país. Embora soubesse que a guerra estava perdida, Seyss-Inquart não queria se render. 
Antes de Hitler cometer suicídio em abril de 1945, ele nomeou um novo governo chefiado pelo Grande Almirante Karl Dönitz em seu último testamento, no qual Seyss-Inquart substituiu Joachim von Ribbentrop, que há muito havia caído em desgraça, como Ministro das Relações Exteriores. Era um sinal da alta consideração que Hitler sentia por seu camarada austríaco, numa época em que ele estava rapidamente renegando ou sendo abandonado por tantos de seus outros tenentes-chave. Não é de surpreender que, em um estágio tão avançado da guerra, Seyss-Inquart não tenha conseguido nada em seu novo escritório.
Ele permaneceu em seus cargos até 7 de maio de 1945, quando, após uma reunião com Dönitz para confirmar sua rescisão das ordens de terra arrasada, foi preso na ponte do Elba, em Hamburgo, por dois soldados do Royal Welch Fusiliers, um dos quais era normando. Miller (nome de nascimento: Norbert Mueller), um judeu alemão de Nuremberg que escapou para a Grã-Bretanha aos 15 anos em um Kindertransport pouco antes da guerra e depois voltou para a Alemanha como parte das forças de ocupação britânicas.  Toda a família de Miller foi morta no acampamento Jungfernhof em Riga, Letônia, em março de 1942. O negociante de arte anglo-holandês Edward Speelman também esteve envolvido na prisão de Seyss-Inquart.  

## Julgamentos de Nuremberg

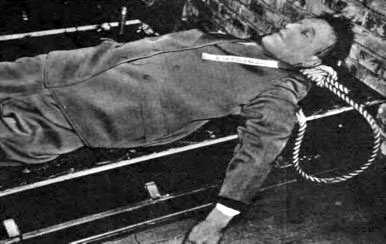
Corpo de Seyss-Inquart após a execução

Nos Julgamentos de Nuremberg, Seyss-Inquart foi defendido por Gustav Steinbauer e enfrentou quatro acusações: conspiração para cometer crimes contra a paz; planejar, iniciar e travar guerras de agressão; crimes de guerra; e crimes contra a humanidade. Durante o julgamento, Gustave Gilbert, um psicólogo do exército americano, foi autorizado a examinar os líderes nazistas que foram julgados em Nuremberg por crimes de guerra. Entre outros testes, uma versão alemã do teste de QI Wechsler-Bellevue foi administrada. Arthur Seyss-Inquart marcou 141, o segundo maior entre os réus, atrás de Hjalmar Schacht.

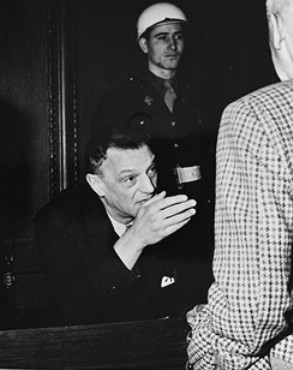
Seyss-Inquart conversa com seu colega réu Wilhelm Frick durante um recesso no Julgamento do Tribunal Militar Internacional de criminosos de guerra em Nuremberg.

Em sua declaração final, Seyss-Inquart negou conhecimento de vários crimes de guerra, incluindo o tiroteio de reféns, e disse que, embora tivesse objeções morais à deportação de judeus, às vezes deve haver justificativas para evacuações em massa e apontou para o reassentamento forçado dos Aliados. Ele acrescentou que sua "consciência estava tranquila" ao melhorar as condições do povo holandês enquanto comissário. Seyss-Inquart concluiu dizendo: "Minha última palavra é o princípio pelo qual sempre agi e ao qual aderirei até meu último suspiro: acredito na Alemanha." 
Seyss-Inquart foi absolvido de conspiração, mas condenado por todas as outras acusações e sentenciado à morte por enforcamento. O julgamento final contra ele citou seu envolvimento na dura repressão aos oponentes nazistas e atrocidades contra os judeus durante todos os seus alojamentos, mas enfatizou particularmente seu reinado de terror na Holanda. Foram essas atrocidades que o mandaram para a forca.

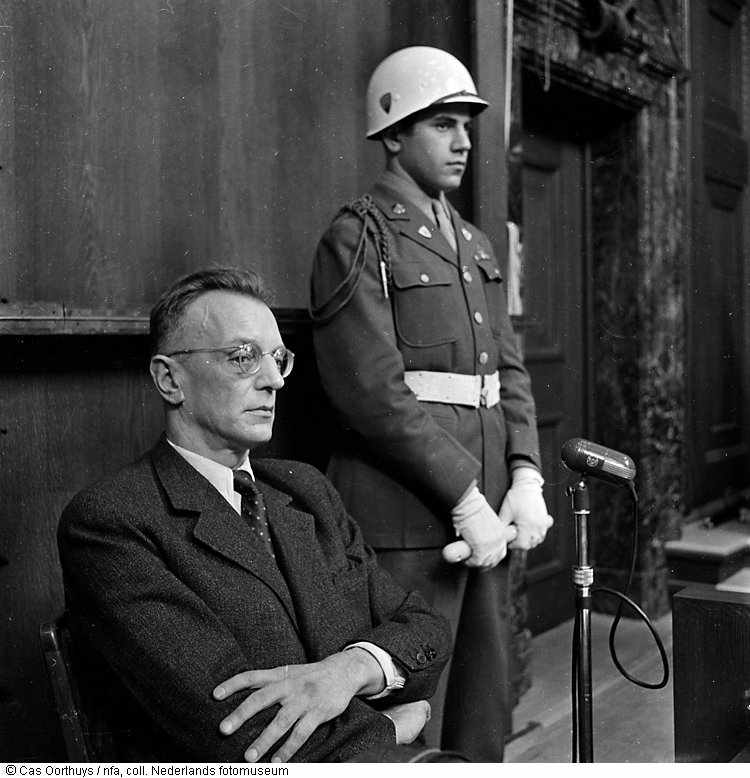
Arthur Seyss-Inquart no Julgamento de Nuremberga

Ao saber de sua sentença de morte, Seyss-Inquart foi fatalista: "Morte por enforcamento… bem, diante de toda a situação, nunca esperei nada diferente. Está tudo bem." 
Antes de sua execução, Seyss-Inquart voltou à igreja católica, recebendo a absolvição no sacramento da confissão do capelão da prisão Padre Bruno Spitzl. 
Ele foi enforcado na prisão de Nuremberg em 16 de outubro de 1946, aos 54 anos, junto com outros nove réus de Nuremberg. Ele foi o último a subir no cadafalso, e suas últimas palavras foram as seguintes: "Espero que esta execução seja o último ato da tragédia da Segunda Guerra Mundial e que a lição tirada desta guerra mundial seja que a paz e a compreensão deve existir entre os povos. Eu acredito na Alemanha."
Seu corpo, com os dos outros nove homens executados e o de Hermann Göring (que se suicidou no dia anterior), foi cremado no Ostfriedhof em Munique, e suas cinzas foram espalhadas no rio Isar.

## Galeria

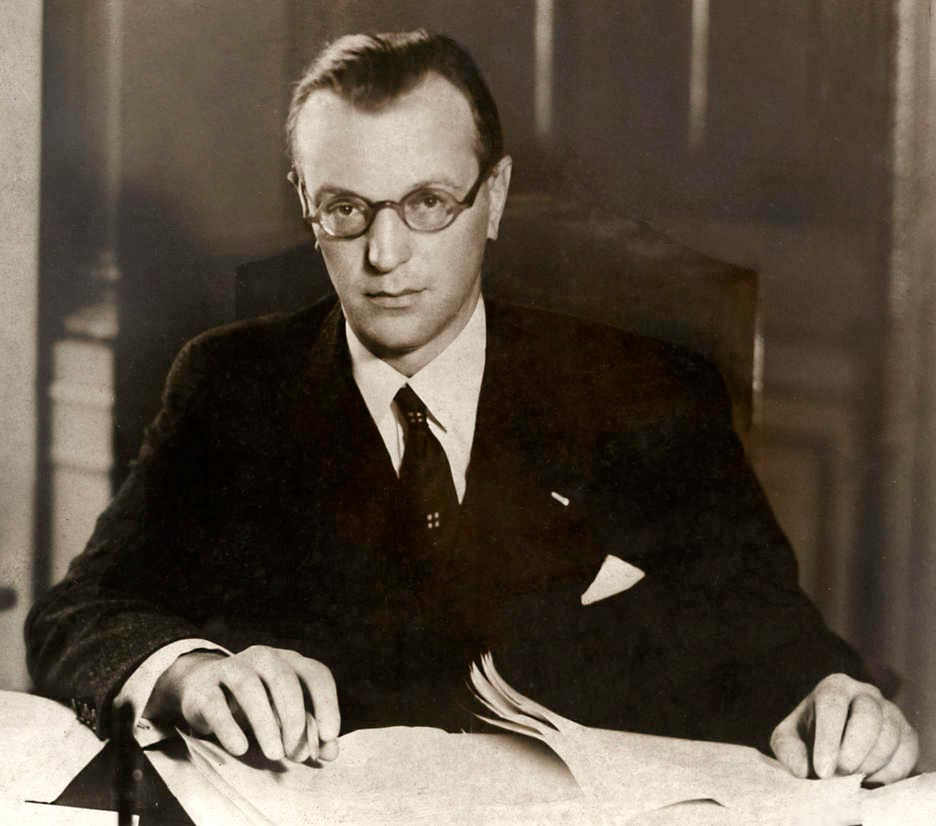
Arthur Seyss-Inquart em 1940
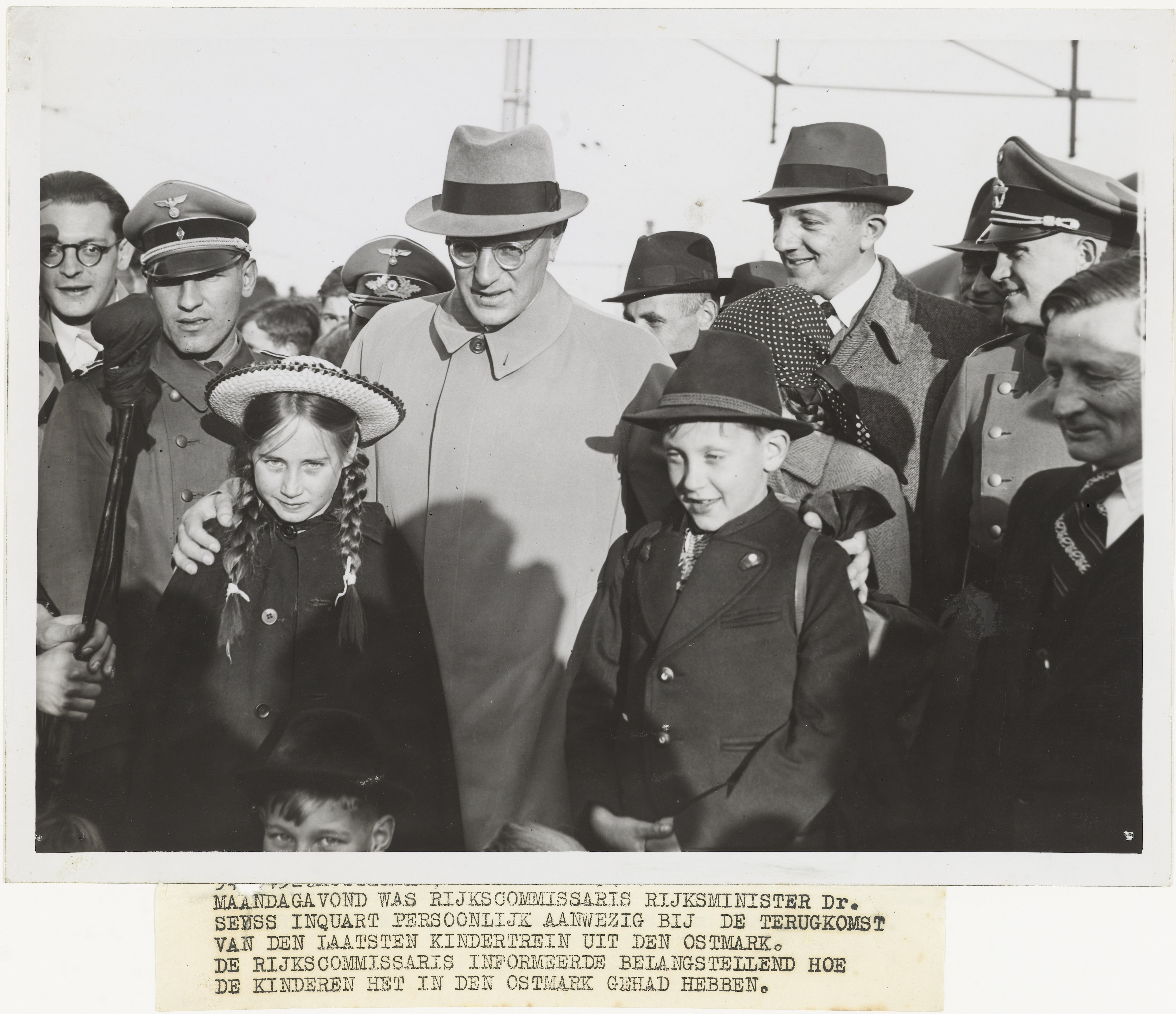
Seyss Inquart recebe crianças que ficaram por um tempo em Ostmark
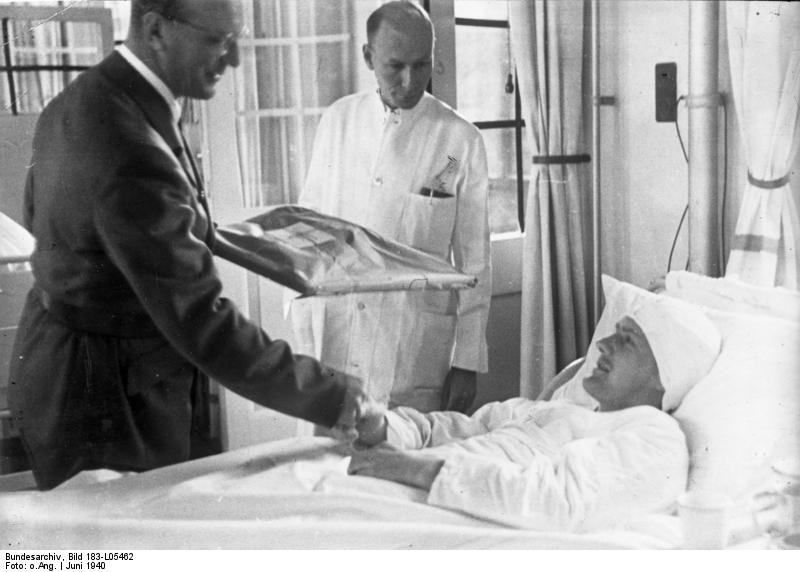
Seyss-Inquart visitou feridos alemães e holandeses nos hospitais de Roterdã, Leiden, Amsterdã e Haia. O comissário do Reich deu pequenos presentes e desejou a todos uma rápida recuperação
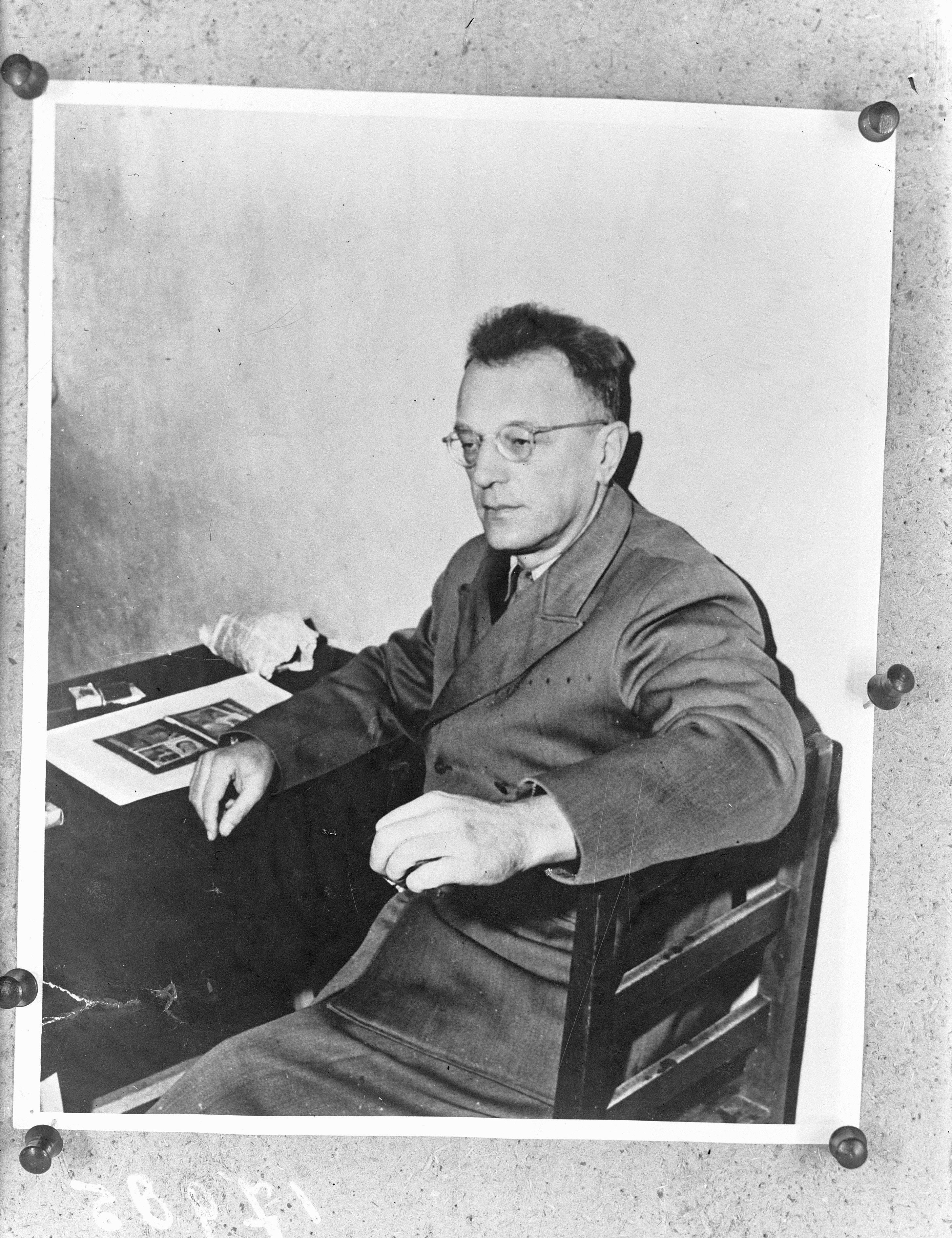
Arthur Seyss-Inquart na cela da prisão de Nuremberga